# Cytheridea muelleri
Cytheridea muelleri is een mosselkreeftjessoort uit de familie van de Cytherideidae. De wetenschappelijke naam van de soort is voor het eerst geldig gepubliceerd in 1938 door Muenster.